# Seznam nosilcev spominskega znaka Rožna dolina - Vrtojba
Seznam nosilcev spominskega znaka Rožna dolina - Vrtojba.

## Seznam
(datum podelitve - št. znaka - ime)
- neznano - 1 - Srečko Lisjak
- neznano - 2 - Mitja Močnik
- neznano - 3 - Venčeslav Hvala
- neznano - 4 - Boris Lozar
- neznano - 5 - Jožef Nemec
- neznano - 6 - Miran Žnidaršič
- neznano - 7 - Dušan Jerončič
- neznano - 8 - Marjan Sedej
- neznano - 9 - Zdenko Janaškovič